# Mine de San Andres
Pour les articles homonymes, voir San Andres.
La mine de San Andres est une mine à ciel ouvert d'or située au Honduras.